# (12366) Luisapla
(12366) Luisapla – planetoida z grupy pasa głównego planetoid okrążająca Słońce w ciągu 3 lat i 164 dni w średniej odległości 2,28 j.a. Została odkryta 8 lutego 1994 roku w obserwatorium w Meridzie przez wenezuelskiego astronoma Orlando Naranjo. Nazwa planetoidy pochodzi od Luisy Pla (ur. 1926), założycielki szkoły Lope de Vega w Walencji w Wenezueli. Przed nadaniem nazwy planetoida nosiła oznaczenie tymczasowe (12366) 1994 CD8.